# Europ Assistance

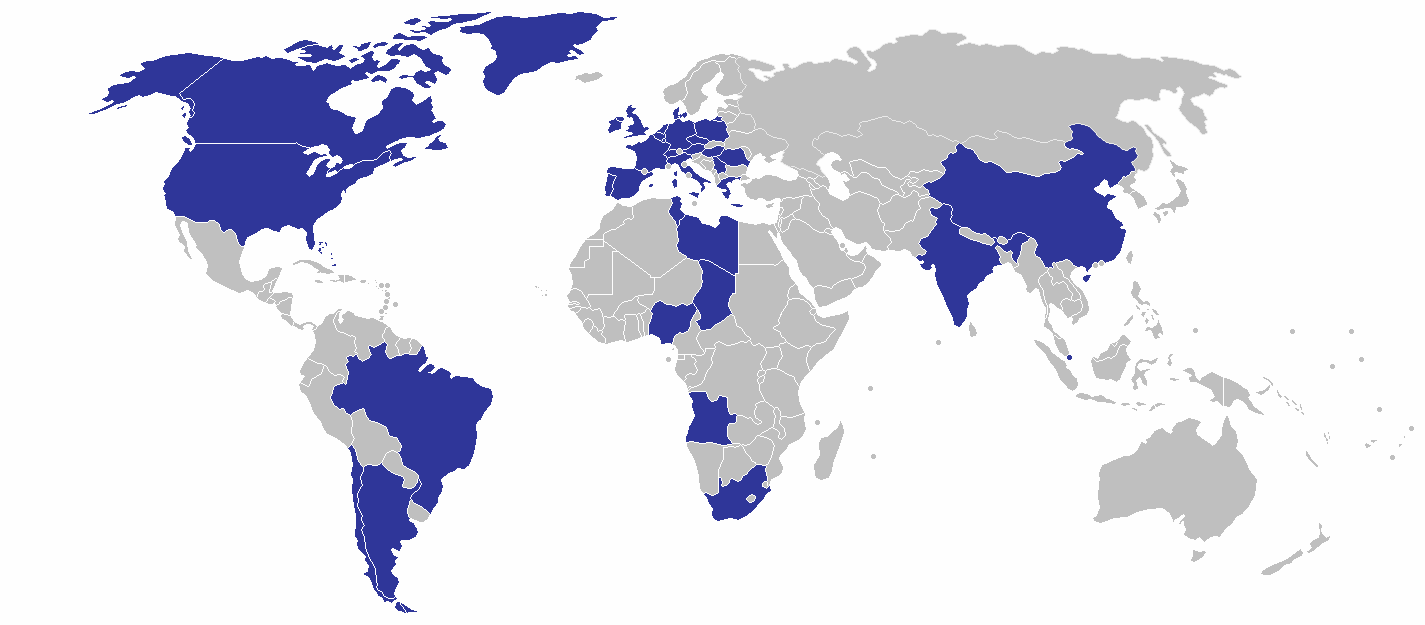
Europ Assistance wereldwijd

Europ Assistance is een internationale hulpverleningsorganisatie die mensen in noodgevallen of bij alledaagse situaties helpt. De Europ Assistance Groep, die opgericht werd in 1963, is in ruim 200 landen vertegenwoordigd en heeft haar hoofdkantoor in Parijs. Het is voor 100% eigendom van Generali.
Naast voertuigen- en personenhulp coördineren de alarmcentrales van Europ Assistance onder meer hulpverlening bij calamiteiten op reis, medische vraagstukken en voorvallen in en om de woning. Tevens is Europ Assistance actief op het gebied van reis- en pechhulpverzekeringen.
Voor de Nederlandse markt heeft Europ Assistance een partnership met VHD alarmcentrale.